# 기타나스 나우세다
기타나스 나우세다(리투아니아어: Gitanas Nausėda, 1964년 5월 19일~)는 리투아니아의 정치인으로 2019년 7월부터 리투아니아의 대통령의 대통령으로 재임 중이다. 소속 정당은 무소속으로 어느 정당에도 속하지 않는 정치인이다. 2019년 5월 대통령 선거에서 당선되었으며, 2024년 5월 대통령 선거에서 재선되었다.

## 어린 시절과 교육
클라이페다 출신으로, 1982년부터 1987년까지 빌뉴스 대학교에서 산업경제학을, 1987년부터 1989년까지 경제학을 전공했다. 1990년부터 1992년까지 독일의 만하임 대학교에서 DAAD 학위로 수학하기도 했다. 1993년 논문 《인플레이션과 스태그플레이션에 따른 소득 정책》을 작성하기도 했으며, 2009년 기준으로 빌뉴스 대학교 경영대학원의 부교수이다.

## 교수·정치 경력
졸업 후 1992년부터 1993년까지 경제민영화연구소에서 일했으며, 1993년부터 1994년까지 리투아니아 공모전위원회의 금융부처장으로도 일했다. 1994년부터 2000년까지 리투아니아 은행에서 일반은행 업무 규제를 담당하다가, 후에는 통화정책부장을 지냈다. 2000년부터 2008년까지 AB 빌냐우스 방카스(AB Vilniaus Bankas) 의장의 수석경제학자 및 고문이었으며, 2008년부터 2018년까지 SEB 방카스(SEB Bankas) 대표의 수석 경제학자, 고문 및 금융 전문가로 활동했다. 2004년 대선 당시 발다스 아담쿠스 전 대통령을 지지했다.

## 대통령
대선을 약 1년 앞둔 2018년 9월 17일 차기 대선 출마를 선언했으며, 2019년 5월 26일 결선에서 당선되었다. 7월 12일 취임했으며, 4일 후 폴란드 바르샤바를 방문해 안제이 두다 대통령과 첫 회담을 가졌다. 회담 당시 양측이 더 깊은 대인 관계를 맺었으면 하는 바람을 갖는 이들이 있었으며, 유럽 연합 지도부가 폴란드의 대법원 등 사법 문제를 두고 제재하는 것에 반대 입장을 표명했다. 또한 사울류스 스크베르넬리스 총리 대행이 7월 18일까지 업무를 맡을 수 있도록 도와주었다. 취임 1개월 차 리투아니아 국가 라디오 텔레비전(LRT)의 여론조사에서 그는 "리투아니아에서 가장 신뢰받는 정치인"으로 손꼽히기도 했다. 8일 베를린에서 앙겔라 메르켈 독일 총리와의 회담에서 독일의 대러시아 제재 유지를 요청했으며, 14일 LRT와의 인터뷰에서 리투아니아가 러시아와 국경을 접한 것이 "매우 위험"하고 "불안"하다면서, 블라디미르 푸틴 러시아 대통령과의 차기 회담은 무의미하다는 본인의 과거 입장을 재천명하였다.

## 개인사
1990년 댜나 나우세디에네와 결혼했으며, 슬하에 두 딸을 두고 있다. 모국어인 리투아니아어 외에도 영어, 독일어, 러시아어를 구사할 수 있다.

## 역대 선거 결과
| 선거명      | 직책명              | 대수 | 정당   | 1차 득표율 | 1차 득표수 | 2차 득표율 | 2차 득표수 | 결과 | 당락 | 비고 |
| ----------- | ------------------- | ---- | ------ | ---------- | ---------- | ---------- | ---------- | ---- | ---- | ---- |
| 2019년 선거 | 리투아니아의 대통령 | 10대 | 무소속 | 31.16%     | 441,396표  | 66.53%     | 881,495표  | 1위  |      | 초선 |
| 2024년 선거 | 리투아니아의 대통령 | 11대 | 무소속 |            | 627,851표  |            | 879,731표  | 1위  |      | 재선 |